# العيينه (بني سعد)
العيينه قرية سعودية، تتبع مركز بني سعد التابع لمحافظة الطائف في منطقة مكة المكرمة. تقع شرق الطائف بمسافة ( ) كم.